# Marvel Television
Marvel Television Studios es una división de Marvel Studios, LLC en el conglomerado de The Walt Disney Company. La división es responsable de los programas de televisión (con las series de animación a través de Marvel Animation) y de las series directas a DVD de la marca de Marvel Comics. La división se basa en la ubicación de la filial de Disney ABC Studios. La división también ha colaborado con 20th Century Fox en la producción de programas basados en la franquicia de X-Men como Legión y The Gifted. La división fue transferida a Marvel Studios de Marvel Entertainment en octubre de 2019, se incorporó a la anterior dos meses después.

## Fondo
Marvel previamente otorgó licencias a algunos personajes para programas de televisión con programas animados que tuvieron más éxito que los programas de imagen real. The Incredible Hulk (1978–1982), producida por Universal Television y transmitida por CBS, fue la única serie exitosa de televisión de acción en vivo de Marvel, que duró cinco temporadas. La última serie de televisión, Blade: la serie, producida por New Line Television (ahora cesó y se convirtió en Warner Bros. Television), fue cancelada después de una temporada en Spike.
Las primeras licencias de TV de acción en vivo de Marvel fueron para Spider-Man con el personaje de los segmentos Spidey Super Stories de The Electric Company (1974–1977), la serie The Amazing Spider-Man de CBS (1977–1979) y la serie Spider-Man al estilo tokusatsu de Toei (1978) –1979). The Amazing Spider-Man obtuvo índices de audiencia razonables pero fue cancelada en 1979 por CBS ya que no querían ser conocidos como la cadena de "cómics" ya que ya habían tenido tres programas basados en cómics, eligiendo quedarse con The Incredible Hulk, ya que tenía los mejores ratings.
En 1978, Doctor Strange consiguió una película de televisión para actuar como piloto de manera similar a Spider-Man y Hulk. El Capitán América también protagonizó dos pilotos en 1979, Capitán América y Capitán América II: Death Too Soon. Ninguno de estos pilotos fue recogido.
Después del final de The Incredible Hulk en 1982, los shows de acción en vivo de Marvel no regresaron hasta 1988 con The Incredible Hulk Returns, diseñado como un episodio piloto para Thor. Además, The Trial of the Incredible Hulk actuó como un episodio piloto  para Daredevil, y The Death of the Incredible Hulk se estrenó en 1990.
Tres pilotos directos se realizaron en la década de 1990, Power Pack, Generación X y Nick Fury: Agent of S.H.I.E.L.D., pero ninguno de ellos fue elegido para la serie. Marvel tuvo mejor suerte en la distribución de sus propiedades a fines de la década de 1990 y principios de la década de 2000 con Night Man y Mutant X, que duraron dos y tres temporadas, respectivamente. El último programa desencadenó una demanda por parte de 20th Century Fox, quien tenía los derechos de la película para los X-Men. Como continuación de la serie de películas de Blade, Blade: la serie se creó para la televisión por cable y duró una temporada en 2006.

## Historia

### División del estudio
El 28 de junio de 2010, Marvel Entertainment anunció el comienzo de Marvel Television, junto con el nombramiento de Jeph Loeb para encabezar la división como vicepresidente ejecutivo, jefe de televisión. En octubre de 2010, se anunció que la primera serie de televisión de acción en vivo de Marvel Television para ABC se centraría en Hulk, desarrollada por Guillermo del Toro. En diciembre de 2010, se reveló que Melissa Rosenberg estaba desarrollando AKA Jessica Jones, basada en la serie de cómics Alias y centrada en Jessica Jones, para ABC, con la intención de emitirse en 2011 de la temporada de televisión 2011-2012.
En la Comic-Con de San Diego International 2011, Loeb reveló, además del proyecto Hulk y también conocido como Jessica Jones, Marvel Television también tenía Cloak & Dagger y Mockingbird en desarrollo para ABC Family. En octubre de 2011, ABC Studios vendió un guion de Punisher a Fox, quien le dio al proyecto un compromiso de piloto. En abril de 2012, Marvel Television firmó con Creative Artists Agency para la representación de acción en vivo. En mayo de 2012, se anunció que el proyecto Hulk no estaba listo para la temporada de televisión 2012-2013, y posiblemente lo estaría para la temporada 2013-2014. También se anunció que ABC había pasado a AKA Jessica Jones.
En julio de 2012, se informó que Marvel había entrado nuevamente en conversaciones con ABC para crear un espectáculo ambientado en el Universo Cinematográfico de Marvel, y en agosto de 2012, ABC ordenó que Joss Whedon, Jed Whedon y Maurissa Tancharoen escribieran un piloto, y dirigida por Joss Whedon, que se convirtió en Agents of S.H.I.E.L.D. Se ordenó oficialmente la serie el 10 de mayo de 2013. Para septiembre de 2013, Marvel estaba desarrollando una serie inspirada en el Agent Carter Marvel One-Shot, con Peggy Carter, con Deadline informando que era una de las varias series en desarrollo en Marvel.
Para octubre de 2013, Marvel estaba preparando cuatro series dramáticas y una miniserie, con un total de 60 episodios, para presentar a los servicios de video dekmanda y proveedores de cable, con Netflix, Amazon y WGN America expresando interés. En noviembre de 2013, se anunció que Disney proporcionaría a Netflix series de acción en vivo a partir de 2015, basadas en Daredevil, Jessica Jones, Puño de Hierro y Luke Cage, que conducirán una miniserie basada en Los Defensores. En respuesta al anuncio de Netflix, el CEO de Disney, Bob Iger, dijo que Daredevil, Luke Cage, Iron Fist y Jessica Jones podrían aparecer en la película si sus programas tienen éxito y si se eligiera otro medio como ABC y Disney XD no podrían manejar todos los programas de Marvel. Disney gastará aproximadamente USD $200 millones en financiamiento para la serie. Los cuatro shows están ambientados en el Universo Cinematográfico de Marvel.
También se reveló en noviembre de 2013 que el proyecto Hulk anunciado por primera vez en 2012 había sido archivado, y Loeb dijo que cuando "vimos lo que Joss Whedon y Mark Ruffalo estaban creando en The Avengers, esa fue una mejor solución". El 8 de mayo de 2014, ABC renovó oficialmente a Agents of S.H.I.E.L.D. para una segunda temporada y ordenó a Agent Carter de Marvel directamente a la serie, que luego se emitió en enero de 2015.
A principios de abril de 2015, se dijo que dos programas no especificados estaban en desarrollo para emitirse en ABC: uno era una serie spin-off de Agents of S.H.I.E.L.D. centrado en Bobbi Morse (Adrianne Palicki) y Lance Hunter (Nick Blood), que fue desarrollada por Bell y el escritor Paul Zbyszewski basándose en historias que ocurrieron al final de la segunda temporada, y recibiría su propio piloto en lugar de un backdoor pilot; y otro con el escritor y productor John Ridley. El 7 de mayo de 2015, ABC renovó Agents de S.H.I.E.L.D. y a Agent Carter para una tercera y segunda temporada, respectivamente. Además, ABC también dfejo ir el spin-off de Agents de S.H.I.E.L.D., aunque el presidente de ABC Entertainment, Paul Lee, no descartó volver al spin-off en el futuro, y Lee también confirmó que Ridley estaba trabajando en una propiedad de Marvel para ABC. También en mayo, Iger indicó que Disney vio potencial en la creación de un servicio de transmisión dedicado al contenido de Marvel como una forma de "llevar el producto ... directamente al consumidor".
En agosto de 2015, el spin-off de Agents de S.H.I.E.L.D. recibió nueva vida como una serie reelaborada, titulada Marvel's Most Wanted, con una orden piloto. Bell y Zbyszewski una vez más desarrollaron la serie, mientras también servían como coescritores del piloto, productores ejecutivos y showrunners, con Loeb también adjunto como productor ejecutivo. La serie aún se centraría en Morse y Hunter, con Palicki y Blood unidos, pero ya no pretende ser un verdadero spin-off de Agents of S.H.I.E.L.D. como se creía anteriormente, en cambio, "se describe como una nueva toma centrada en el mismo dúo y sus continuas aventuras".

### División de entretenimiento
A finales de agosto de 2015, la filial cinematográfica de Marvel Entertainment, Marvel Studios, se integró en The Walt Disney Studios, dejando a Marvel Television y Marvel Animation (anteriormente parte de Marvel Studios) bajo el control de Marvel Entertainment y el CEO Isaac Perlmutter.
En octubre de 2015, ABC ordenó un episodio piloto para una serie de comedia de imagen real de media hora llamada Damage Control, basada en la compañía de construcción de cómics del mismo nombre. La serie está siendo desarrollada por Ben Karlin. Más adelante en el mes, FX ordenó un piloto para Legion, sobre David Haller, un joven que puede ser más que humano. El piloto fue producido por FX Productions (FXP) y Marvel Television, con FXP manejando la producción física. También en octubre, Fox Broadcasting Company anunció que 20th Century Fox Television y Marvel Television estaban desarrollando una serie titulada Hellfire Club, basada en la sociedad secreta de los cómics del mismo nombre.
En enero de 2016, Lee declaró que el piloto Most Wanted comenzaría la producción "en los próximos meses" y anunció que se estaba desarrollando una segunda serie de comedia de Marvel además de Damage Control. También en enero, Netflix estaba en las primeras etapas de desarrollo de una serie de televisión de Punisher protagonizada por Jon Bernthal, quien apareció en la segunda temporada de Daredevil. Se reveló más información sobre la serie Legion, incluido que además del piloto, FX había ordenado varios guiones y que no tendría lugar en el universo cinematográfico de X-Men establecido, sino en un universo paralelo. Si la serie se retoma, constaría de 10 episodios y se espera que se emita en 2016.
En abril de 2016, la cadena propiedad de ABC Freeform dio luz verde a Cloak & Dagger con un pedido directo a la serie como el primer trabajo de Marvel con ABC Signature. La serie, que se desarrolla en el UCM, se estrenó en 2018. A finales de mes, Marvel y Netflix retomaron oficialmente la serie, The Punisher, con Bernthal adjunto para repetir su papel como personaje principal. En mayo de 2016, ABC canceló a Agent Carter y pasó el piloto de Most Wanted.
En julio de 2016, Fox y Marvel anunciaron un pedido de un piloto para una serie sin título desarrollada por Matt Nix. La serie, que será producida por 20th Century Fox y Marvel, con 20th Century Fox manejando la producción física, se enfoca en dos padres comunes que descubren que sus hijos poseen poderes mutantes, obligándolos a huir del gobierno y unirse a una red subterránea de mutantes. Nix servirá como productor ejecutivo junto con Bryan Singer, Lauren Shuler Donner, Simon Kinberg, Loeb y Jim Chory. También se reveló que Hellfire Club ya no estaba en desarrollo.
Al mes siguiente, se anunció que Runaways había recibido una orden piloto, junto con secuencias de comandos adicionales, del servicio de streaming Hulu, basado en el equipo del mismo nombre. El piloto está escrito por Josh Schwartz y Stephanie Savage, quienes también se desempeñan como productores ejecutivos y showrunners. A finales de mes, la división y ABC Studios estaban desarrollando una serie de comedia de media hora basada en los Nuevos Guerreros con la Chica Ardilla, y la serie se ofrecía a redes de cable y servicios de transmisión. En abril de 2017, Freeform anunció un pedido directo a la serie para la serie de acción en vivo de media hora, Marvel's New Warriors, con la primera temporada, que consta de 10 episodios, que salió al aire en 2018. En mayo de 2017, Hulu ordenó a Runaways serie con 10 episodios, que se estrenó el 21 de noviembre de 2017.
En noviembre de 2016, Marvel Television y IMAX Corporation anunciaron Inhumans, que se produjo en conjunto con ABC Studios y se emite en ABC. La serie, que está cofinanciada por IMAX y vio los primeros dos episodios y seleccionó secuencias de acción posteriores filmadas con cámaras digitales IMAX, tuvo versiones de los dos primeros episodios que se proyectaron en IMAX el 1 de septiembre de 2017, durante dos semanas, antes del estreno. en ABC el 29 de septiembre.
En mayo de 2017, Fox ordenó la serie de televisión Matt Nix, ahora titulada The Gifted, FXX hizo un pedido de una serie animada para adultos basada en Deadpool, que será coproducida por Marvel Television, FX Productions y ABC Signature Studios; Donald Glover y su hermano Stephen Glover servirían como showrunners, productores ejecutivos y escritores para la serie. En agosto de 2017, el vicepresidente sénior de programación original, Karim Zreik, indicó que Marvel Television estaba trabajando con ABC en un programa centrado en la mujer "Jessica Jones-esque". En noviembre de 2017, Disney estaba desarrollando una serie de Marvel específicamente para su lanzamiento en su nuevo servicio de streaming Disney+, que planeaba lanzar antes de finales de 2019. Para marzo de 2018, la serie Deadpool ya no estaba en desarrollo. En mayo de 2018, ABC canceló a Inhumans después de una temporada. En septiembre, Allan Heinberg comenzó a desarrollar una serie de Marvel para ABC sobre superheroínas.
En octubre de 2018, Netflix canceló tanto Iron Fist como Luke Cage, cada uno después de 2 temporadas, seguido por la cancelación de Daredevil en noviembre después de tres temporadas. Luke Cage fue cancelado en términos financieros de la tercera temporada, mientras que Daredevil se debió a que Netflix buscaba financiar sus propias propiedades. Kevin Mayer, presidente de Walt Disney Direct-to-Consumer & International, indicó que consideraría el programa para Disney+, pero el paquete de TV de Netflix-Marvel restringe la aparición de los cuatro personajes originales de cualquier serie que no sea de Netflix para dos años después de ser cancelado. Por lo tanto, 2020 sería el más temprano en el que los programas podrían renovarse en Disney+.
En febrero de 2019, se anunció que Legion terminaría después de su tercera temporada. También se reveló que la serie de Heinberg no avanzaría en ABC. Además, Hulu ordenó cuatro series animadas de Marvel para adultos que conducen a un crossover especial titulado The Offenders, todo para ser producido por Loeb. Hulu también expresó interés en renovar la serie cancelada de Netflix. Netflix luego canceló tanto Jessica Jones como The Punisher.

### División de estudios
En octubre de 2019, el presidente de Marvel Studios, Kevin Feige , recibió el título de Director Creativo, Marvel, y supervisaría la dirección creativa de Marvel Television y Marvel Family Entertainment (animación), y ambos se colocaron bajo la bandera de Marvel Studios.  Con la promoción de Feige, se espera que Loeb deje su puesto como jefe de Marvel Television por Acción de Gracias.  El 10 de diciembre de 2019, Marvel Television se incorporó a Marvel Studios, que heredó todos los programas de Marvel Television que estaban en desarrollo en ese momento, y no se estaban considerando nuevas series de Marvel Television. En enero de 2020, con el anuncio del MODOK serie animada en Hulu, Marvel Television fue renombrada como Marvel TV Studios.

## Lista de producción

### Series
| Series                            | Transmisión | Socio(s) de la producción | Cadena Original | Notas                                                                                        |  |
| Finalizadas                       | Finalizadas | Finalizadas | Finalizadas     | Finalizadas                                                                                  |  |
| --------------------------------- | ----------- | --- | --------------- | -------------------------------------------------------------------------------------------- |  |
| Agents of S.H.I.E.L.D.            | 2013–2020   | - ABC Studios - Mutant Enemy Productions                                                                                            | ABC             |                                                                                              |  |
| Agent Carter                      | 2015–2016   | - ABC Studios - F&B Fazekas & Butters                                                                                               | ABC             |                                                                                              |  |
| Daredevil                         | 2015–2018   | - ABC Studios - DeKnight Productions (Temporada 1) - Goddard Textiles                                                               | Netflix         |                                                                                              |  |
| Jessica Jones                     | 2015–2019   | - ABC Studios - Tall Girls Productions                                                                                              | Netflix         |                                                                                              |  |
| Luke Cage                         | 2016–2018   | ABC Studios | Netflix         |                                                                                              |  |
| Agents of S.H.I.E.L.D.: Slingshot | 2016        | ABC Studios | ABC.com         | Serie web (episodios de 3–6 minutos)                                                         |  |
| Legión                            | 2017–2019   | - FX Productions - The Donners' Company - Bad Hat Harry Productions (Temporada 1) - Kinberg Genre - 26 Keys Productions             | FX              | No forma parte del Universo cinematográfico de Marvel, forma parte de la Saga fílmica X-Men. |  |
| Iron Fist                         | 2017–2018   | - ABC Studios - Devilina Productions (Temporada 1)                                                                                  | Netflix         |                                                                                              |  |
| The Defenders                     | 2017        | - ABC Studios - Nine and a Half Fingers, Inc. - Goddard Textiles                                                                    | Netflix         | Miniserie                                                                                    |  |
| Inhumans                          | 2017        | - ABC Studios - Devilina Productions - IMAX Entertainment (financiero)                                                              | ABC             | Las versiones de los dos primeros episodios se proyectaron en los cines IMAX.                |  |
| The Gifted                        | 2017–2019   | - 20th Century Fox Television - The Donners' Company - Bad Hat Harry Productions - Kinberg Genre - Flying Glass of Milk Productions | Fox             | No forma parte del Universo cinematográfico de Marvel, forma parte de la Saga fílmica X-Men. |  |
| The Punisher                      | 2017–2019   | - ABC Studios - Bohemian Risk Productions                                                                                           | Netflix         |                                                                                              |  |
| Runaways                          | 2017–2019   | - ABC Signature Studios - Fake Empire Productions                                                                                   | Hulu            |                                                                                              |  |
| Cloak & Dagger                    | 2018–2019   | - ABC Signature Studios - Wandering Rocks Productions                                                                               | Freeform        |                                                                                              |  |
| Helstrom                          | 2020        | ABC Signature Studios | Hulu            |                                                                                              |  |